# الدوري الأدرياتيكي 2003–04
الدوري الأدرياتيكي 2003–04 (بالصربية: Јадранска лига у кошарци 2003/04.)‏ هو الموسم 3 من  الدوري الأدرياتيكي. أقيم خلال الفترة 4 أكتوبر 2003 وحتى 18 أبريل 2004، وأشرف على تنظيمه اتحاد الدوريات الأوروبية لكرة السلة ‏، وكان عدد الأندية المشاركة فيه  14، وفاز فيه نادي إف إم بي لكرة السلة.